# Oiartzun
Oiartzun è un comune spagnolo di 9 179 abitanti situato nella comunità autonoma dei Paesi Baschi.